# Північна Мексика
25°42′ пн. ш. 103°11′ зх. д. / 25.7° пн. ш. 103.18° зх. д.
Півні́чна Ме́ксика (ісп. el Norte de México, IPA: [el ˈnoɾte ðe ˈmexiko] ⓘ), зазвичай згадувана як Ель-Норте, є неофіційним терміном для північної культурно-географічної області в Мексиці. Залежно від джерела, він містить деякі або всі штати Нижня Каліфорнія, Південна Нижня Каліфорнія, Чіуауа (штат), Коауїла, Дуранго (штат), Нуево-Леон, Сіналоа, Сонора і Тамауліпас.
У Мексиці немає певного кордону, який відокремлює північні штати від південних штатів. Для деяких авторів лише штати, які мають кордон із Сполученими Штатами, вважаються Північною Мексикою, тобто Нижня Каліфорнія, Чіуауа, Коауїла, Нуево-Леон, Сонора та Тамауліпас. Інші також включають Дуранго, Сіналоа та Південну Нижню Каліфорнію. Інші люди вважають, що північ починається над Тропіком Рака, але цей опис включатиме деякі частини Сакатекаса та Сан-Луїс-Потосі, які не вважаються північними штатами.